# کاتارینا ماکاریو
کاتارینا ماکاریو (انگلیسی: Catarina Macario؛ زادهٔ ۴ اکتبر ۱۹۹۹) بازیکن فوتبال برزیلی‌تبار اهل ایالات متحده آمریکا است.
وی همچنین در تیم‌های ملی فوتبال زیر ۲۳ سال زنان ایالات متحده آمریکا و زنان ایالات متحده آمریکا بازی کرده‌است.